# Pieni Rappaatsaari
Pieni Rappaatsaari är en ö i Finland. Den ligger i sjön Konnevesi och i kommunen Konnevesi i den ekonomiska regionen  Äänekoski ekonomiska region  och landskapet Mellersta Finland, i den centrala delen av landet, 280 km norr om huvudstaden Helsingfors. Öns area är 1,3 hektar och dess största längd är 190 meter i sydväst-nordöstlig riktning.